# Kotzen (Havelland)
Kotzen település Németországban, azon belül Brandenburgban. Lakosainak száma 624 fő (2023. december 31.). Kotzen Kleßen-Görne és Mühlenberge községekkel határos.

## Népesség
A település népességének változása:
| Lakosok száma | 600  | 589  | 614  | 631  | 624  |
|               | 2017 | 2019 | 2021 | 2022 | 2023 |